# Gilles Demarteau

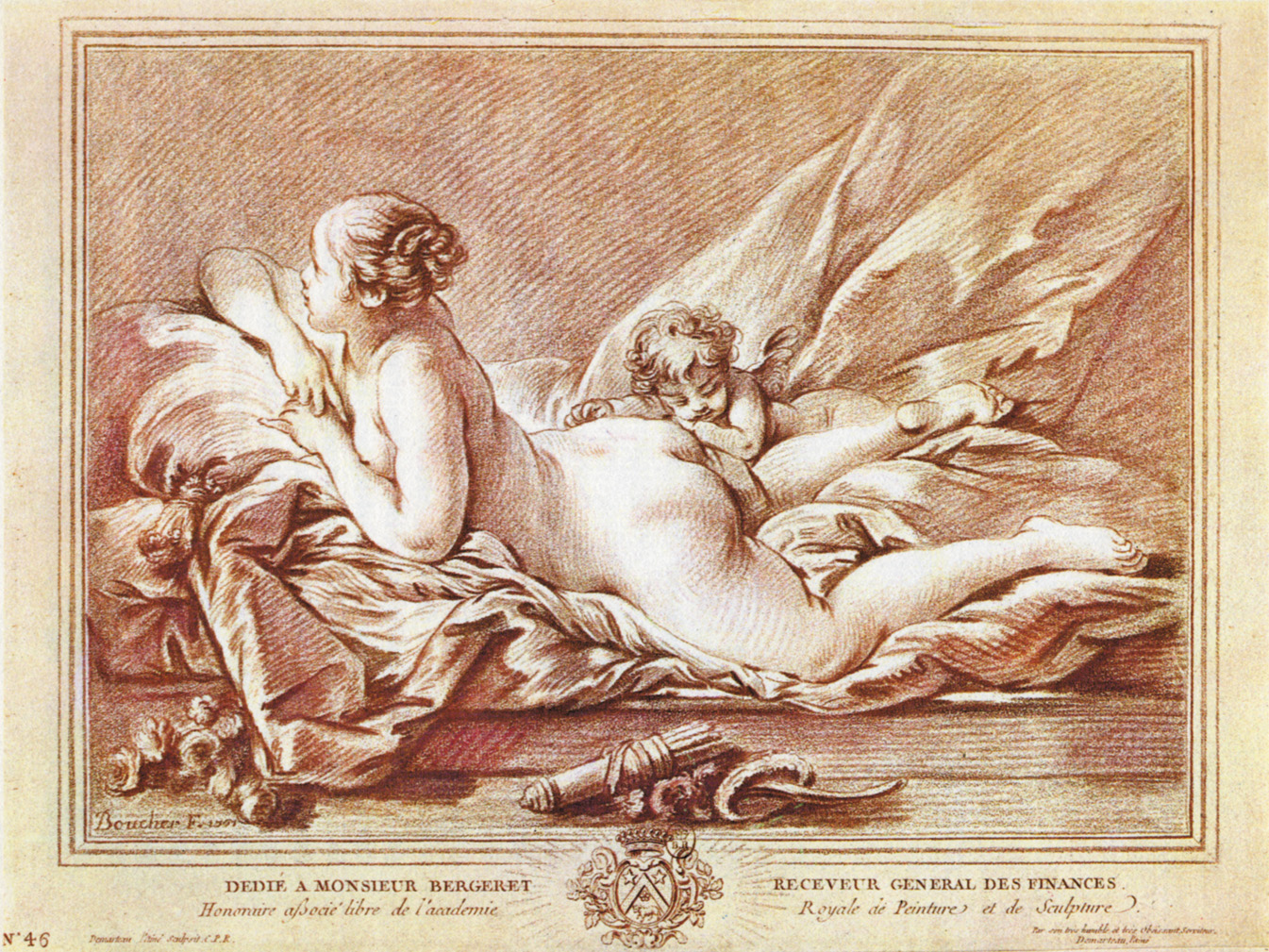
Gilles Demarteau: Akt, gestochen nach François Boucher. Zweite Hälfte des 18. Jahrhunderts.

Gilles Demarteau (* 19. Januar 1722 in Lüttich; † 31. Juli 1776 in Paris) war ein französischer Kupferstecher, Radierer und Kunstverleger.

## Leben
Bei seinem Vater, einem Waffenschmied, lernte Demarteau die Metallgravur und das Goldschmiedehandwerk. 1755 gründete er in der Rue de la Pelleterie in Paris eine Stecherwerkstatt und einen Kunstverlag und publizierte Stiche in der neuen Crayonmanier. Zwischen 1757 und 1759 entwickelte er eine Methode, um Kreidezeichnungen täuschend echt zu drucken. In seiner Werkstatt entstanden mehr als 500 Blätter in Kreidemanier, die wegen ihrer technischen Brillanz und ihren niedrigen Preisen großen Anklang fanden. Diderot erwähnt seine Arbeiten mehrfach in seinen Salonberichten. Im Dezember 1770 ernannte ihn Ludwig XV., König von Frankreich wegen dieser Drucke in Crayonmanier zum Graveur du Roy und gewährte ihm eine Pension von 600 Livres.